# Enzo De Camillis
Enzo De Camillis (Roma, 24 novembre 1953) è uno scenografo e regista italiano.

## Biografia
Tra gli anni '80 e 2000 è attivo come scenografo e arredatore in produzioni cinematografiche e televisive, come Sing Sing, Il pentito, Dimenticare Palermo e Una pura formalità. 
Debutta nella regia nel 2009 con 19 giorni di massima sicurezza, presentato ai Nastri d'argento 2011, a cui segue il cortometraggio Uno studente di nome Alessandro (2011), ispirato ad un fatto di cronaca avvenuto nel 1982, la morte del giovane Alessandro Caravillani (cugino di De Camillis) in occasione di uno scontro a fuoco tra le forze dell'ordine e alcuni rapinatori terroristi appartenenti ai NAR. Presentato come Evento Speciale in occasione del Roma Fiction Fest, il corto ha ricevuto il riconoscimento da parte del Ministero per i Beni e le Attività Culturali come opera di Interesse di Cultura Nazionale ed è stato insignito del Premio speciale per la qualità giornalistica, ai Nastri d'argento 2012. 
Il 22 dicembre 2011, a poco meno di tre mesi dall'uscita, è giunta la richiesta di sequestro del corto da parte di Francesca Mambro secondo cui, il film, avrebbe "leso la propria immagine". Il 12 febbraio del 2013 il giudice archivia definitivamente la querela. Dal 2013 Enzo De Camillis organizza il Premio "Alessandro Caravillani", consistente in tre borse di studio per i licei artistici di Roma
Dal 2011 organizza il premio "La pellicola d'oro", dedicato ai professionisti cinematografici.
Nel 2013 realizza il docufilm su Pier Paolo Pasolini dal titolo Un intellettuale in borgata che vince nel 2014 il Premio Speciale della Giuria "Libero Bizzarri". Sempre su Pasolini scrive nel 2015 il libro P. P. Pasolini Io So....

## Filmografia

### Regia
- Le mie mani a colori (2007)
- 19 giorni di massima sicurezza (2009)
- Uno studente di nome Alessandro (2011)
- Un intellettuale in borgata (2014)
- Le periferie di Roma e il movimento democratico (2018)
- Il cinema racconta il suo Coronavirus (2022)

### Scenografo
- Windsurf - Il vento nelle mani, regia di Claudio Risi (1984)
- Il coraggio di parlare, regia di Leandro Castellani (1986)
- Ternosecco, regia di Giancarlo Giannini (1987)
- Big Man - serie TV, 4 episodi (1988)
- Testimone oculare, regia di Lamberto Bava - film TV (1989)
- Fantozzi in paradiso, regia di Neri Parenti (1993)
- Prestazione straordinaria, regia di Sergio Rubini (1994)
- In nome della famiglia - serie TV, 48 episodi (1997)
- Incantesimo - serial TV, 10 puntate (1998)
- Come quando fuori piove, regia di Bruno Gaburro - film TV (1998)
- Senso di colpa, regia di Massimo Spano - miniserie TV (2000)
- Un medico in famiglia – serie TV, 13 puntate (1999)
- Il grande botto, regia di Leone Pompucci (2000)
- Il corridoio, regia di Vittorio Bandini Confalonieri - cortometraggio (2002)
- Passato prossimo, regia di Maria Sole Tognazzi (2003)
- Guardiani delle nuvole, regia di Luciano Odorisio (2004)
- La terza stella, regia di Alberto Ferrari (2004)

### Arredatore
- Via degli specchi, regia di Giovanna Gagliardo (1982)
- Pappa e ciccia, regia di Neri Parenti (1982)
- Sing Sing, regia di Sergio Corbucci (1983)
- Il pentito, regia di Pasquale Squitieri (1985)
- Una donna a Venezia, regia di Sandro Bolchi - film TV (1986)
- Dimenticare Palermo, regia di Francesco Rosi (1989)
- Una pura formalità, regia di Giuseppe Tornatore (1992)

## Teatro
- Dracula. ARFAS (1993)
- L'avvocato del Duce, regia di Alessandro Capone. Piazza Venezia a Roma (2003)
- In love, regia di Joe Da Ponte. Fabrica do Ingles, Teatro Tivoli di Lisbona (2004)
- Kiss kiss, regia di Marco De Camillis. Fabrica do Ingles (2004)
- L'avvocato del Duce, regia di Alessandro Capone. Teatro Golden di Roma (2009)

## Televisione
- Drive In (Canale 5, 1984)
- Buona Domenica (Canale 5, 1985)
- Teleconfronto (Rai 1, 1986)
- L'Italia al voto (Sky TG24, 2005)

## Pubblicità
- Melegatti (1988)
- BMW (2006)

## Videoclip
- Pino Daniele - Tempo di cambiare, regia di Paolo Scarfò (2001)

## Premi e riconoscimenti
2023 - Premio Jaboni - UNA VITA PER IL CINEMA 
2021 - Premio Different - Associazione Papa boys - Venezia 78. Per aver saputo valorizzare, come direttore artistico e ideatore del premio “La Pellicola d’Oro”, le maestranze, i mestieri e l’artigianato del cinema italiano, troppo spesso abbandonati e dimenticati dalle grandi produzioni.
2020 - Premio città  di Velletri per la sua attività artistica.
- 2014 - Premio Speciale Festival Internazionale del Documentario Libero Bizzarri per il Docufilm "UN INTELLETTUALE IN BORGATA"
- 2012 – Premio Speciale per la Qualità Giornalistica - Nastri D'Argento (SNGCI) per la Regia di “Uno Studente di Nome Alessandro”

- MiBAC Interesse di Cultura Nazionale 
- 2011 - Lettera del Presidente della Repubblica Giorgio Napolitano onorando la memoria con il film realizzato "Uno Studente di Nome Alessandro"
- 2010 - Menzione Speciale - Roma International Film Festival RIFF per la Regia di “19 Giorni di Massima Sicurezza” - MiBAC Interesse di Cultura Nazionale
- 2010 - Premio Elio Scardamaglia Migliore opera Filmica - Cittadella del Corto per la Regia di “19 Giorni di Massima Sicurezza”
- 2010 - Premio Mnemosine - XII Edizione per l'attività Cinematografica a Roma con la Regia di “19 Giorni di Massima Sicurezza”
- 2010 - Premiato al Festival Corti and Cifarettes, da L. Delli Colli (Pres. Sngci) Casa del Cinema
- 2007 - “Le mie mani a colori”, Riconosciuto dal MiBAC come Interesse di Cultura Nazionale Primo classificato Giffoni Albania
- 1987 - Premio Qualità - MIBAC e Istituto Luce - per la Scenografia con il Film “IL CORAGGIO DI PARLARE”